# Claudia Ferrari
Claudia Ferrari (Budapest, 16 de febrero de 1977) es una actriz pornográfica retirada húngara.

## Biografía
Claudia Ferrari, nombre artístico de Krisztina Fazekas, nació en Budapest, capital de Hungría, en febrero de 1977. No se sabe mucho acerca de su vida antes del año 2002, momento en que entra en la industria pornográfica a los 25 años de edad.
Desde su entrada, ha trabajado en producciones de estudios europeos y estadounidenses como Viv Thomas, Private, Evil Angel, Marc Dorcel Fantasies, Elegant Angel, Zero Tolerance, Hustler o New Sensations, entre otros.
Ferrari es recordada por protagonizar, junto a actrices como Alexa May, Delfynn Delage, Ellen Saint, Jessica May, Lucy Lee o Sarah Blue entre otras, la película del estudio español Private Millionaire, por la que cobró 1,9 millones de dólares y por la que ganó el Premio Venus a la Mejor película europea.
En 2007 fue nominada en los Premios AVN a la Mejor escena de sexo en producción extranjera por Hot Dam: The Pamela Principle 2, en la que trabajó con Clara G., Lolita Angel o Susanne Brend.
Decidió retirarse del mundo del porno en 2009, con algo más de 130 películas grabadas.
Algunas películas de su filmografía fueron Cumstains 7, Anal Rampage, Asses Up 2, Big Butt Attack 7, First Class Euro Sluts, Girl + Girl 10, Hot Shot, Seduction, Swank XXX, o The Legacy.

## Premios y nominaciones
| Año  | Ceremonia   | Resultado | Premio                                        | Trabajo                         |
| ---- | ----------- | --------- | --------------------------------------------- | ------------------------------- |
| 2007 | Premios AVN | Nominada  | Mejor escena de sexo en producción extranjera | Hot Dam: The Pamela Principle 2 |